# Faceit
Faceit est une société de production et une plate-forme indépendante pour les compétitions professionnelles au sein de jeux vidéo multijoueurs en ligne, qui a été fondée à Londres en 2012. Elle a administré des ligues de sports électroniques sur des jeux tels que Counter-Strike 2, League of Legends, Rocket League, Tom Clancy's Rainbow Six Siege et DOTA 2.

## Histoire
Faceit a été fondée en août 2011 par Niccolo Maisto, Michele Attisani et Alessandro Avallone. En janvier 2016, Faceit a reçu 15 millions de dollars de financement d'Anthos Capital, d'Index Ventures et de United Ventures.
En 2022, Faceit est racheté par Savvy Gaming Group (SGG), une société holding détenue par le Fonds d'investissement public d'Arabie saoudite, et fusionne avec ESL pour un montant de 1,5 milliard de dollars,.

## Esports Championship Series
En avril 2016, Faceit a annoncé le lancement de son tournoi Counter-Strike: Global Offensive, connu sous le nom d'Esports Championship Series (ECS),. En avril 2017, la société s'est associée à la plateforme de partage de vidéos YouTube pour la série,,. ECS était l'une des deux premières ligues Counter-Strike avec ESL Pro League.
La série a été abandonnée en 2020 au profit de la production de la ligue en franchise, connue sous le nom de Flashpoint. Il comprend 12 équipes et un achat sur place de 2 000 000 USD, et offre la copropriété et le partage des revenus aux équipes concurrentes.

### Résultats
| Saison | Date          | Localisation      | Champions     | Finalistes        | Prize pool | Ref    |
| ------ | ------------- | ----------------- | ------------- | ----------------- | ---------- | ------ |
| 1      | Juin 2016     | Londres           | G2 Esports    | Luminosity Gaming | US$945,000 | ,      |
| 2      | Décembre 2016 | Anaheim           | Astralis      | OpTic Gaming      | US$750,00  | ,      |
| 3      | Juin 2017     | Londres           | SK Gaming     | FaZe Clan         | US$750,00  | ,      |
| 4      | Décembre 2017 | Cancún            | FaZe Clan     | Mousesports       | US$750,000 | ,      |
| 5      | Juin 2018     | Londres           | Astralis      | Team Liquid       | US$750,000 | ,      |
| 6      | Novembre 2018 | Arlington (Texas) | Astralis      | MIBR              | US$750,000 | ,      |
| 7      | Juin 2019     | Londres           | Team Vitality | FURIA             | US$500,000 | [ 26 ] |
| 8      | Novembre 2019 | Arlington (Texas) | Astralis      | Team Liquid       | US$500,000 | [ 27 ] |

## Faceit Major
Le 22 février 2018, Valve, les développeurs et propriétaires de Counter-Strike, ont annoncé que Faceit accueillerait le treizième major de Counter-Strike: Global Offensive, la FACEIT Major: London 2018, qui a commencé à la mi-septembre et s'est terminée le 23 septembre 2018. C'était le premier Major organisé par Faceit et le premier hébergé au Royaume-Uni. Il y avait une dotation de US$1,000,000 et l'étape des nouveaux champions se déroulait dans la Wembley Arena. En finale, Astralis a battu Natus Vincere pour son deuxième titre majeur.